# Villa Nunes Vais
Villa Nunes Vais si trova in via pian de' Giullari 28 a Firenze.
La villa, che ha una pianta rettangolare, è riconoscibilissima anche da lontano per la curiosa colorazione delle pareti esterne, con losanghe bianche, blu e rosse incorniciate da colonnine tortili dipinte. L'origine dell'edificio è trecentesca e anticamente era appartenuto alla famiglia dei Velluti, ma la stagione più importante fu all'inizio del XX secolo quando fu la residenza dell'eclettico fotografo "amatoriale" Mario Nunes Vais, che vi era solito radunarvi i più bei nomi della cultura fiorentina ed italiana dell'epoca. Il grande edificio, che gode di una posizione panoramica, è stato recentemente restaurato dopo anni di abbandono e nelle sue scuderie si trova la biblioteca della Fondazione Spadolini Nuova Antologia, la cui sede si trova più avanti sulla stessa strada, al numero 139.
Sulla strada si trova il cancello che dà sul giardino e, più avanti, una deliziosa scala a doppia rampa di forme barocche.